# Nepinnotheres
Nepinnotheres is een geslacht van kreeftachtigen uit de klasse van de Malacostraca (hogere kreeftachtigen).

## Soorten
- Nepinnotheres affinis  (Bürger, 1895)
- Nepinnotheres africanus  R.B. Manning, 1993
- Nepinnotheres androgynus  R.B. Manning, 1993
- Nepinnotheres atrinicola  (Page, 1983)
- Nepinnotheres cardii  (Bürger, 1895)
- Nepinnotheres edwardsi  (de Man, 1887 [in de Man, 1887-1888])
- Nepinnotheres glaberrimus  (Bürger, 1895)
- Nepinnotheres margaritiferae  (Laurie, 1906)
- Nepinnotheres novaezelandiae  (Filhol, 1885)
- Nepinnotheres pectinicola  (Bürger, 1895)
- Nepinnotheres pinnotheres  (Linnaeus, 1758)
- Nepinnotheres rathbunae  (Schmitt, McCain & Davidson, 1973)
- Nepinnotheres rouxi  (H. Milne Edwards, 1853)
- Nepinnotheres sanguinolariae  (N.K. Pillai, 1951)
- Nepinnotheres sanqueri  R.B. Manning, 1993
- Nepinnotheres tellinae  (R.B. Manning & Holthuis, 1981)
- Nepinnotheres villosulus  (Guérin, 1832)